# Dominik Yankov
Dominik Yankov (en búlgaro: Доминик Янков; Sofía, 28 de julio de 2000) es un futbolista canadiense, nacionalizado búlgaro, que juega en la demarcación de centrocampista para el HNK Rijeka de la Primera Liga de Croacia.

## Selección nacional
Tras jugar con la selección de fútbol sub-15 de Canadá, y posteriormente para la selección de fútbol sub-17 de Bulgaria, la sub-19 y la sub-21, finalmente hizo su debut con la selección absoluta el 8 de octubre de 2020 en un partido de clasificación para la Eurocopa 2020 contra Hungría que finalizó con un resultado de 1-3 a favor del combinado húngaro tras el gol del propio Yomov para Bulgaria, y los goles de Willi Orbán, Zsolt Kalmár y Nemanja Nikolics para Hungría.

## Clubes
| Club                       | País     | Año       | Partidos | Goles |
| -------------------------- | -------- | --------- | -------- | ----- |
| PFC Ludogorets Razgrad II  | Bulgaria | 2017-2018 | 19       | 2     |
| PFC Ludogorets Razgrad     | Bulgaria | 2018      | 3        | 0     |
| PFC Ludogorets Razgrad II  | Bulgaria | 2018-2019 | 22       | 2     |
| PFC Ludogorets Razgrad     | Bulgaria | 2019      | 6        | 0     |
| POFC Botev Vratsa (cedido) | Bulgaria | 2019-2020 | 27       | 5     |
| PFC Ludogorets Razgrad     | Bulgaria | 2020-2024 | 119      | 15    |
| C. F. Montréal             | Canadá   | 2024-2025 | 27       | 2     |
| HNK Rijeka                 | Croacia  | 2025-     |          |       |

## Palmarés

### Campeonatos nacionales
| Título                   | Club                   | País     | Año  |
| ------------------------ | ---------------------- | -------- | ---- |
| Primera Liga de Bulgaria | PFC Ludogorets Razgrad | Bulgaria | 2018 |
| Primera Liga de Bulgaria | PFC Ludogorets Razgrad | Bulgaria | 2019 |
| Supercopa de Bulgaria    | PFC Ludogorets Razgrad | Bulgaria | 2019 |
| Primera Liga de Bulgaria | PFC Ludogorets Razgrad | Bulgaria | 2020 |
| Primera Liga de Bulgaria | PFC Ludogorets Razgrad | Bulgaria | 2021 |
| Supercopa de Bulgaria    | PFC Ludogorets Razgrad | Bulgaria | 2021 |
| Primera Liga de Bulgaria | PFC Ludogorets Razgrad | Bulgaria | 2022 |
| Supercopa de Bulgaria    | PFC Ludogorets Razgrad | Bulgaria | 2022 |
| Copa de Bulgaria         | PFC Ludogorets Razgrad | Bulgaria | 2023 |
| Primera Liga de Bulgaria | PFC Ludogorets Razgrad | Bulgaria | 2023 |